# Сан-Пайю-де-Мерелін
Сан-Пайю-де-Мерелін (порт. São Paio de Merelim; МФА: [ˈsɐ̃w ˈpaj.u dɨ mɨ.ɾɨ.ˈɫĩ]) — парафія в Португалії, у муніципалітеті Брага. Розташована в північно-західній частині країни, на теренах історичної португальської провінції Дору-Міню. Входить до складу округу Брага. За адміністративним поділом, чинним до 1976 року, терени парафії були складовою провінції Міню. Належить до Бразької архідіоцезії Католицької церкви. Патрон — святий Пелагій. Площа — 2,1470 км². Населення — 2451 ос. (2011). Сильно урбанізований регіон. Густота населення — 1141,59 осіб/км²
. Код — 030345.

## Назва
- Мерелін (Сан-Пайю) (порт. Merelim (São Paio)) — офіційна назва[5].

## Населення
| Кількість мешканців | Кількість мешканців | Кількість мешканців | Кількість мешканців | Кількість мешканців | Кількість мешканців | Кількість мешканців | Кількість мешканців | Кількість мешканців | Кількість мешканців | Кількість мешканців | Кількість мешканців | Кількість мешканців | Кількість мешканців | Кількість мешканців |
| ------------------- | ------------------- | ------------------- | ------------------- | ------------------- | ------------------- | ------------------- | ------------------- | ------------------- | ------------------- | ------------------- | ------------------- | ------------------- | ------------------- | ------------------- |
| 1864                | 1878                | 1890                | 1900                | 1911                | 1920                | 1930                | 1940                | 1950                | 1960                | 1970                | 1981                | 1991                | 2001                | 2011                |
| 919                 | 972                 | 1 059               | 1 138               | 1 180               | 1 101               | 1 220               | 1 514               | 1 771               | 1 910               | 2 189               | 2 384               | 2 291               | 2 365               | 2 451               |